# Hedana bonneti
Hedana bonneti är en spindelart som beskrevs av Pater Chrysanthus 1964. Hedana bonneti ingår i släktet Hedana och familjen krabbspindlar. Inga underarter finns listade i Catalogue of Life.